# ماقدرش (ألبوم)
ماقدرش هو أحد ألبومات المطربة المصرية شيرين وجدي، تم إنتاجه وتوزيعه عام 1998 من قبل شركة صوت القاهرة.